# Список народных депутатов Верховной рады Украины VIII созыва
Ниже приведен список имен 441 депутатов, которые избраны в Верховную раду Украины VIII созыва. Выборы состоялись 26 октября 2014 года, полномочия депутатов начались 27 ноября 2014 года. Выборы не были проведены в округах № 1-10 Автономной Республики Крым и в округах № 224 и 225 города Севастополя, а также в округах № 41, 42, 43, 44, 51, 54, 55, 56, 61 Донецкой и округах № 104, 105, 108, 109, 110, 111 Луганской областей — в связи с утратой контроля над данными территориями (см. аннексия Крыма Российской Федерацией, вооружённый конфликт на востоке Украины). Полномочия 20 депутатов были досрочно прекращены.
| Партия               | Лидер                       |
| -------------------- | --------------------------- |
| Блок Петра Порошенко | Виталий Владимирович Кличко |
| Народный фронт       | Арсений Петрович Яценюк     |
| Оппозиционный блок   | Вадим Зиновьевич Рабинович  |
| Воля народа          | ТВА                         |
| Правый сектор        | Дмитрий Анатольевич Ярош    |
| Самопомощь           | ТВА                         |
| Свобода              | Юрий Васильевич Бублик      |
| Батькивщина          | Юлия Владимировна Тимошенко |

|  | Фракция                        | ФИО                                         | № в списке | № округа | Область (или город)       | Время полномочий                                                                    |
|  | ------------------------------ | ------------------------------------------- | ---------- | -------- | ------------------------- | ----------------------------------------------------------------------------------- |
|  | Блок Петра Порошенко           | Домбровский, Александр Георгиевич (р. 1962) |            | № 11     | Винницкая область         |                                                                                     |
|  | Блок Петра Порошенко           | Порошенко, Алексей Петрович (р. 1985)       |            | № 12     | Винницкая область         |                                                                                     |
|  | Блок Петра Порошенко           | Юрчишин, Пётр Васильевич (р. 1958)          |            | № 13     | Винницкая область         |                                                                                     |
|  | Блок Петра Порошенко           | Мельничук, Иван Иванович (р. 1969)          |            | № 14     | Винницкая область         |                                                                                     |
|  | Блок Петра Порошенко           | Спорыш, Иван Дмитриевич (р. 1959)           |            | № 15     | Винницкая область         |                                                                                     |
|  | Блок Петра Порошенко           | Македон, Юрий Николаевич (р. 1980)          |            | № 16     | Винницкая область         |                                                                                     |
|  | Блок Петра Порошенко           | Кучер, Николай Иванович (р. 1959)           |            | № 17     | Винницкая область         |                                                                                     |
|  | Блок Петра Порошенко           | Демчак, Руслан Евгеньевич (р. 1974)         |            | № 18     | Винницкая область         |                                                                                     |
|  | Народный фронт                 | Гузь, Игорь Владимирович (р. 1982)          |            | № 19     | Волынская область         |                                                                                     |
|  | Другие                         | Мартыняк, Сергей Васильевич (р. 1971)       |            | № 20     | Волынская область         |                                                                                     |
|  | Другие                         | Ивахив, Степан Петрович (р. 1968)           |            | № 21     | Волынская область         |                                                                                     |
|  | Народный фронт                 | Лапин, Игорь Александрович (р. 1969)        |            | № 22     | Волынская область         |                                                                                     |
|  | Другие                         | Еремеев, Игорь Миронович (1968—2015)        |            | № 23     | Волынская область         | умер 12 августа 2015 года                                                           |
|  | Другие                         | Безбах, Яков Яковлевич (р. 1957)            |            | № 24     | Днепропетровская область  |                                                                                     |
|  | Блок Петра Порошенко           | Курячий, Максим Павлович (р. 1979)          |            | № 25     | Днепропетровская область  |                                                                                     |
|  | Блок Петра Порошенко           | Денисенко, Андрей Сергеевич (р. 1973)       |            | № 26     | Днепропетровская область  | вышел из фракции 23 марта 2015 года                                                 |
|  | Другие                         | Филатов, Борис Альбертович (р. 1972)        |            | № 27     | Днепропетровская область  | до 24 декабря 2015 года                                                             |
|  | Блок Петра Порошенко           | Куличенко, Иван Иванович (р. 1955)          |            | № 28     | Днепропетровская область  |                                                                                     |
|  | Блок Петра Порошенко           | Куприй, Виталий Николаевич (р. 1973)        |            | № 29     | Днепропетровская область  | вышел из фракции 23 марта 2015 года                                                 |
|  | Блок Петра Порошенко           | Дубинин, Александр Иванович (р. 1959)       |            | № 30     | Днепропетровская область  | вышел из фракции 23 марта 2015 года                                                 |
|  | Оппозиционный блок             | Павлов, Константин Юрьевич (р. 1973)        |            | № 31     | Днепропетровская область  |                                                                                     |
|  | Оппозиционный блок             | Гальченко, Андрей Владимирович (р. 1971)    |            | № 32     | Днепропетровская область  |                                                                                     |
|  | Блок Петра Порошенко           | Усов, Константин Глебович (р. 1988)         |            | № 33     | Днепропетровская область  |                                                                                     |
|  | Народный фронт                 | Крышин, Олег Юрьевич (р. 1967)              |            | № 34     | Днепропетровская область  |                                                                                     |
|  | Другие                         | Шипко, Андрей Федорович (р. 1970)           |            | № 35     | Днепропетровская область  |                                                                                     |
|  | Оппозиционный блок             | Мартовицкий, Артур Владимирович (р. 1964)   |            | № 36     | Днепропетровская область  |                                                                                     |
|  | Оппозиционный блок             | Шпенов, Дмитрий Юрьевич (р. 1978)           |            | № 37     | Днепропетровская область  |                                                                                     |
|  | Блок Петра Порошенко           | Нестеренко, Вадим Григорьевич (р. 1970)     |            | № 38     | Днепропетровская область  |                                                                                     |
|  | Правый сектор                  | Ярош, Дмитрий Анатольевич (р. 1971)         |            | № 39     | Днепропетровская область  |                                                                                     |
|  | Блок Петра Порошенко           | Дидыч, Валентин Владимирович (р. 1957)      |            | № 40     | Днепропетровская область  | вышел из фракции 23 марта 2015 года                                                 |
|  | Оппозиционный блок             | Звягильский, Ефим Леонидович (р. 1933)      |            | № 45     | Донецкая область          |                                                                                     |
|  | Другие                         | Клюев, Сергей Петрович (р. 1969)            |            | № 46     | Донецкая область          | 3 июня 2015 года лишён неприкосновенности, скрывается от правоохранительных органов |
|  | Оппозиционный блок             | Солод, Юрий Васильевич (р. 1972)            |            | № 47     | Донецкая область          |                                                                                     |
|  | Блок Петра Порошенко           | Ефимов, Максим Викторович (р. 1974)         |            | № 48     | Донецкая область          |                                                                                     |
|  | Оппозиционный блок             | Омельянович, Денис Сергеевич (р. 1977)      |            | № 49     | Донецкая область          |                                                                                     |
|  | Другие                         | Геллер, Евгений Борисович (р. 1974)         |            | № 50     | Донецкая область          |                                                                                     |
|  | Другие                         | Шкиря, Игорь Николаевич (р. 1965)           |            | № 52     | Донецкая область          |                                                                                     |
|  | Блок Петра Порошенко           | Недава, Олег Анатольевич (р. 1969)          |            | № 53     | Донецкая область          |                                                                                     |
|  | Оппозиционный блок             | Матвиенков, Сергей Анатольевич (р. 1957)    |            | № 57     | Донецкая область          |                                                                                     |
|  | Другие                         | Тарута, Сергей Алексеевич (р. 1955)         |            | № 58     | Донецкая область          |                                                                                     |
|  | Оппозиционный блок             | Сажко, Сергей Николаевич (р. 1969)          |            | № 59     | Донецкая область          |                                                                                     |
|  | Блок Петра Порошенко           | Лубинец, Дмитрий Валерьевич                 |            | № 60     | Донецкая область          |                                                                                     |
|  | Блок Петра Порошенко           | Розенблат, Борислав Соломонович             |            | № 62     | Житомирская область       |                                                                                     |
|  | Блок Петра Порошенко           | Ревега, Александр Васильевич                |            | № 63     | Житомирская область       |                                                                                     |
|  | Блок Петра Порошенко           | Арешонков, Владимир Юрьевич                 |            | № 64     | Житомирская область       |                                                                                     |
|  | Другие                         | Литвин, Владимир Михайлович                 |            | № 65     | Житомирская область       |                                                                                     |
|  | Народный фронт                 | Дзюблик, Павел Владимирович                 |            | № 66     | Житомирская область       |                                                                                     |
|  | Другие                         | Развадовский, Виктор Иосифович              |            | № 67     | Житомирская область       |                                                                                     |
|  | Блок Петра Порошенко           | Горват, Роберт Иванович                     |            | № 68     | Закарпатская область      |                                                                                     |
|  | Другие                         | Балога, Виктор Иванович                     |            | № 69     | Закарпатская область      |                                                                                     |
|  | Другие                         | Ланьо, Михаил Иванович                      |            | № 70     | Закарпатская область      |                                                                                     |
|  | Другие                         | Балога, Павел Иванович                      |            | № 71     | Закарпатская область      |                                                                                     |
|  | Другие                         | Петёвка, Василий Васильевич                 |            | № 72     | Закарпатская область      |                                                                                     |
|  | Другие                         | Балога, Иван Иванович                       |            | № 73     | Закарпатская область      |                                                                                     |
|  | Блок Петра Порошенко           | Сабашук, Пётр Павлович                      |            | № 74     | Запорожская область       |                                                                                     |
|  | Блок Петра Порошенко           | Артюшенко, Игорь Андреевич                  |            | № 75     | Запорожская область       |                                                                                     |
|  | Блок Петра Порошенко           | Фролов, Николай Александрович               |            | № 76     | Запорожская область       |                                                                                     |
|  | Другие                         | Богуслаев, Вячеслав Александрович           |            | № 77     | Запорожская область       |                                                                                     |
|  | Другие                         | Пономарёв, Александр Сергеевич              |            | № 78     | Запорожская область       |                                                                                     |
|  | Другие                         | Бандуров, Владимир Владимирович             |            | № 79     | Запорожская область       |                                                                                     |
|  | Оппозиционный блок             | Балицкий, Евгений Витальевич                |            | № 80     | Запорожская область       | во фракции с 15 мая 2015 года                                                       |
|  | Блок Петра Порошенко           | Валентиров, Сергей Васильевич               |            | № 81     | Запорожская область       |                                                                                     |
|  | Блок Петра Порошенко           | Кривохатько, Вадим Викторович               |            | № 82     | Запорожская область       |                                                                                     |
|  | Блок Петра Порошенко           | Шевченко, Александр Леонидович              |            | № 83     | Ивано-Франковская область | вышел из фракции 6 ноября 2015 года                                                 |
|  | Блок Петра Порошенко           | Довбенко, Михаил Владимирович               |            | № 84     | Ивано-Франковская область |                                                                                     |
|  | Блок Петра Порошенко           | Насалик, Игорь Степанович                   |            | № 85     | Ивано-Франковская область |                                                                                     |
|  | Народный фронт                 | Дырив, Анатолий Борисович                   |            | № 86     | Ивано-Франковская область |                                                                                     |
|  | Воля                           | Деревянко, Юрий Богданович                  |            | № 87     | Ивано-Франковская область |                                                                                     |
|  | Народный фронт                 | Тимошенко, Юрий Владимирович                |            | № 88     | Ивано-Франковская область |                                                                                     |
|  | Блок Петра Порошенко           | Соловей, Юрий Игоревич                      |            | № 89     | Ивано-Франковская область |                                                                                     |
|  | Свобода                        | Марченко, Александр Александрович           |            | № 90     | Киевская область          |                                                                                     |
|  | Блок Петра Порошенко           | Сольвар, Руслан Николаевич                  |            | № 91     | Киевская область          |                                                                                     |
|  | Блок Петра Порошенко           | Гудзенко, Виталий Иванович                  |            | № 92     | Киевская область          |                                                                                     |
|  | Другие                         | Онищенко, Александр Романович               |            | № 93     | Киевская область          |                                                                                     |
|  | Народный фронт                 | Романюк, Виктор Николаевич                  |            | № 94     | Киевская область          |                                                                                     |
|  | Народный фронт                 | Гаврилюк, Михаил Витальевич                 |            | № 95     | Киевская область          |                                                                                     |
|  | Другие                         | Москаленко, Ярослав Николаевич              |            | № 96     | Киевская область          |                                                                                     |
|  | Блок Петра Порошенко           | Ризаненко, Павел Александрович              |            | № 97     | Киевская область          |                                                                                     |
|  | Другие                         | Мищенко, Сергей Григорьевич                 |            | № 98     | Киевская область          |                                                                                     |
|  | Блок Петра Порошенко           | Ярынич, Константин Владимирович             |            | № 99     | Кропивницкая область      |                                                                                     |
|  | Другие                         | Березкин, Станислав Семенович               |            | № 100    | Кропивницкая область      |                                                                                     |
|  | Другие                         | Поплавский, Михаил Михайлович               |            | № 101    | Кропивницкая область      |                                                                                     |
|  | Другие                         | Довгий, Олесь Станиславович                 |            | № 102    | Кропивницкая область      |                                                                                     |
|  | Блок Петра Порошенко           | Кузьменко, Анатолий Иванович                |            | № 103    | Кропивницкая область      |                                                                                     |
|  | Оппозиционный блок             | Бакулин, Евгений Николаевич                 |            | № 106    | Луганская область         |                                                                                     |
|  | Оппозиционный блок             | Дунаев, Сергей Владимирович                 |            | № 107    | Луганская область         |                                                                                     |
|  | Оппозиционный блок             | Иоффе, Юлий Яковлевич                       |            | № 112    | Луганская область         |                                                                                     |
|  | Блок Петра Порошенко           | Курило, Виталий Семёнович                   |            | № 113    | Луганская область         |                                                                                     |
|  | Блок Петра Порошенко           | Гарбуз, Юрий Григорьевич                    |            | № 114    | Луганская область         |                                                                                     |
|  | Блок Петра Порошенко           | Добродомов, Дмитрий Евгеньевич              |            | № 115    | Львовская область         | вышел из фракции 18 июня 2015 года                                                  |
|  | Самопомощь                     | Подоляк, Ирина Игоревна                     |            | № 116    | Львовская область         |                                                                                     |
|  | Блок Петра Порошенко           | Юринец, Оксана Васильевна                   |            | № 117    | Львовская область         |                                                                                     |
|  | Блок Петра Порошенко           | Дубневич, Богдан Васильевич                 |            | № 118    | Львовская область         |                                                                                     |
|  | Народный фронт                 | Бондарь, Михаил Леонтьевич                  |            | № 119    | Львовская область         |                                                                                     |
|  | Блок Петра Порошенко           | Дубневич, Ярослав Васильевич                |            | № 120    | Львовская область         |                                                                                     |
|  | Блок Петра Порошенко           | Матковский, Богдан Миронович                |            | № 121    | Львовская область         |                                                                                     |
|  | Другие                         | Парасюк, Владимир Зиновьевич                |            | № 122    | Львовская область         |                                                                                     |
|  | Блок Петра Порошенко           | Батенко, Тарас Иванович                     |            | № 123    | Львовская область         | вышел из фракции 6 ноября 2015 года                                                 |
|  | Блок Петра Порошенко           | Мусий, Олег Степанович                      |            | № 124    | Львовская область         | вышел из фракции 18 сентября 2015 года                                              |
|  | Блок Петра Порошенко           | Лопушанский, Андрей Ярославович             |            | № 125    | Львовская область         |                                                                                     |
|  | Блок Петра Порошенко           | Кит, Андрей Богданович                      |            | № 126    | Львовская область         |                                                                                     |
|  | Блок Петра Порошенко           | Козырь, Борис Юрьевич                       |            | № 127    | Николаевская область      |                                                                                     |
|  | Другие                         | Ильюк, Артем Александрович                  |            | № 128    | Николаевская область      |                                                                                     |
|  | Блок Петра Порошенко           | Жолобецкий, Александр Александрович         |            | № 129    | Николаевская область      |                                                                                     |
|  | Блок Петра Порошенко           | Вадатурский, Андрей Алексеевич              |            | № 130    | Николаевская область      |                                                                                     |
|  | Блок Петра Порошенко           | Ливик, Александр Петрович                   |            | № 131    | Николаевская область      |                                                                                     |
|  | Блок Петра Порошенко           | Корнацкий, Аркадий Алексеевич               |            | № 132    | Николаевская область      |                                                                                     |
|  | Другие                         | Матвийчук, Эдуард Леонидович                |            | № 133    | Одесская область          |                                                                                     |
|  | Блок Петра Порошенко           | Чекита, Геннадий Леонидович                 |            | № 134    | Одесская область          |                                                                                     |
|  | Другие                         | Кивалов, Сергей Васильевич                  |            | № 135    | Одесская область          |                                                                                     |
|  | Блок Петра Порошенко           | Голубов, Дмитрий Иванович                   |            | № 136    | Одесская область          |                                                                                     |
|  | Другие                         | Климов, Леонид Михайлович                   |            | № 137    | Одесская область          |                                                                                     |
|  | Другие                         | Фурсин, Иван Геннадьевич                    |            | № 138    | Одесская область          |                                                                                     |
|  | Другие                         | Пресман, Александр Семенович                |            | № 139    | Одесская область          |                                                                                     |
|  | Другие                         | Гуляев, Василий Александрович               |            | № 140    | Одесская область          |                                                                                     |
|  | Другие                         | Барвиненко, Виталий Дмитриевич              |            | № 141    | Одесская область          |                                                                                     |
|  | Другие                         | Киссе, Антон Иванович                       |            | № 142    | Одесская область          |                                                                                     |
|  | Блок Петра Порошенко           | Урбанский, Александр Игоревич               |            | № 143    | Одесская область          |                                                                                     |
|  | Блок Петра Порошенко           | Каплин, Сергей Николаевич                   |            | № 144    | Полтавская область        |                                                                                     |
|  | Свобода                        | Бублик, Юрий Васильевич                     |            | № 145    | Полтавская область        |                                                                                     |
|  | Другие                         | Шаповалов, Юрий Анатольевич                 |            | № 146    | Полтавская область        |                                                                                     |
|  | Другие                         | Кулинич, Олег Иванович                      |            | № 147    | Полтавская область        |                                                                                     |
|  | Блок Петра Порошенко           | Ищейкин, Константин Евгеньевич              |            | № 148    | Полтавская область        |                                                                                     |
|  | Народный фронт                 | Река, Андрей Александрович                  |            | № 149    | Полтавская область        |                                                                                     |
|  | Другие                         | Жеваго, Константин Валентинович             |            | № 150    | Полтавская область        |                                                                                     |
|  | Блок Петра Порошенко           | Кутовой, Тарас Викторович                   |            | № 151    | Полтавская область        |                                                                                     |
|  | Свобода                        | Осуховский, Олег Иванович                   |            | № 152    | Ровненская область        |                                                                                     |
|  | Народный фронт                 | Вознюк, Юрий Владимирович                   |            | № 153    | Ровненская область        |                                                                                     |
|  | Блок Петра Порошенко           | Дехтярчук, Александр Владимирович           |            | № 154    | Ровненская область        |                                                                                     |
|  | Блок Петра Порошенко           | Яницкий, Василий Петрович                   |            | № 155    | Ровненская область        |                                                                                     |
|  | Батькивщина                    | Евтушок, Сергей Николаевич                  |            | № 156    | Ровненская область        |                                                                                     |
|  | Народный фронт                 | Медуница, Олег Вячеславович                 |            | № 157    | Сумская область           |                                                                                     |
|  | Блок Петра Порошенко           | Сугоняко, Александр Леонидович              |            | № 158    | Сумская область           |                                                                                     |
|  | Другие                         | Деркач, Андрей Леонидович                   |            | № 159    | Сумская область           |                                                                                     |
|  | Другие                         | Молоток, Игорь Фёдорович                    |            | № 160    | Сумская область           |                                                                                     |
|  | Блок Петра Порошенко           | Лаврик, Николай Иванович                    |            | № 161    | Сумская область           |                                                                                     |
|  | Батькивщина                    | Бухарев, Владислав Викторович               |            | № 162    | Сумская область           |                                                                                     |
|  | Самопомощь                     | Пастух, Тарас Тимофеевич                    |            | № 163    | Тернопольская область     |                                                                                     |
|  | Свобода                        | Головко, Михаил Иосифович                   |            | № 164    | Тернопольская область     |                                                                                     |
|  | Блок Петра Порошенко           | Юрик, Тарас Зиновьевич                      |            | № 165    | Тернопольская область     |                                                                                     |
|  | Блок Петра Порошенко           | Люшняк, Николай Владимирович                |            | № 166    | Тернопольская область     |                                                                                     |
|  | Блок Петра Порошенко           | Барна, Олег Степанович                      |            | № 167    | Тернопольская область     |                                                                                     |
|  | Другие                         | Писаренко, Валерий Владимирович             |            | № 168    | Харьковская область       |                                                                                     |
|  | Народный фронт                 | Кирш, Александр Викторович                  |            | № 169    | Харьковская область       |                                                                                     |
|  | Другие                         | Святаш, Дмитрий Владимирович                |            | № 170    | Харьковская область       |                                                                                     |
|  | Другие                         | Хомутынник, Виталий Юрьевич                 |            | № 171    | Харьковская область       |                                                                                     |
|  | Другие                         | Мисик, Владимир Юрьевич                     |            | № 172    | Харьковская область       |                                                                                     |
|  | Другие                         | Денисенко, Анатолий Петрович                |            | № 173    | Харьковская область       |                                                                                     |
|  | Другие                         | Фельдман, Александр Борисович               |            | № 174    | Харьковская область       |                                                                                     |
|  | Другие                         | Кацуба, Владимир Михайлович                 |            | № 175    | Харьковская область       |                                                                                     |
|  | Оппозиционный блок             | Шенцев, Дмитрий Алексеевич                  |            | № 176    | Харьковская область       | во фракции с 15 мая 2015 года                                                       |
|  | Другие                         | Остапчук, Виктор Николаевич                 |            | № 177    | Харьковская область       |                                                                                     |
|  | Оппозиционный блок             | Добкин, Дмитрий Маркович                    |            | № 178    | Харьковская область       |                                                                                     |
|  | Другие                         | Гиршфельд, Анатолий Моисеевич               |            | № 179    | Харьковская область       |                                                                                     |
|  | Другие                         | Беловол, Александр Николаевич               |            | № 180    | Харьковская область       |                                                                                     |
|  | Оппозиционный блок             | Мураев, Евгений Владимирович                |            | № 181    | Харьковская область       | во фракции с 17 июня 2015 года                                                      |
|  | Блок Петра Порошенко           | Спиваковский, Александр Владимирович        |            | № 182    | Херсонская область        |                                                                                     |
|  | Блок Петра Порошенко           | Гордеев, Андрей Анатольевич                 |            | № 183    | Херсонская область        |                                                                                     |
|  | Блок Петра Порошенко           | Винник, Иван Юльевич                        |            | № 184    | Херсонская область        |                                                                                     |
|  | Блок Петра Порошенко           | Хлань, Сергей Владимирович                  |            | № 185    | Херсонская область        |                                                                                     |
|  | Блок Петра Порошенко           | Негой, Фёдор Фёдорович                      |            | № 186    | Херсонская область        | вышел из фракции 24 апреля 2015 года                                                |
|  | Блок Петра Порошенко           | Мельник, Сергей Иванович                    |            | № 187    | Хмельницкая область       |                                                                                     |
|  | Другие                         | Лабазюк, Сергей Петрович                    |            | № 188    | Хмельницкая область       |                                                                                     |
|  | Блок Петра Порошенко           | Шинькович, Андрей Васильевич                |            | № 189    | Хмельницкая область       |                                                                                     |
|  | Блок Петра Порошенко           | Мацола, Роман Николаевич                    |            | № 190    | Хмельницкая область       |                                                                                     |
|  | Другие                         | Бондарь, Виктор Васильевич                  |            | № 191    | Хмельницкая область       |                                                                                     |
|  | Другие                         | Герега, Александр Владимирович              |            | № 192    | Хмельницкая область       |                                                                                     |
|  | Блок Петра Порошенко           | Мельниченко, Владимир Владимирович          |            | № 193    | Хмельницкая область       |                                                                                     |
|  | Блок Петра Порошенко           | Петренко, Олег Николаевич                   |            | № 194    | Черкасская область        |                                                                                     |
|  | Другие                         | Зубик, Владимир Владимирович                |            | № 195    | Черкасская область        |                                                                                     |
|  | Другие                         | Бобов, Геннадий Борисович                   |            | № 196    | Черкасская область        |                                                                                     |
|  | Блок Петра Порошенко           | Голуб, Владислав Владимирович               |            | № 197    | Черкасская область        |                                                                                     |
|  | Другие                         | Рудык, Сергей Ярославович                   |            | № 198    | Черкасская область        |                                                                                     |
|  | Другие                         | Ничипоренко, Валентин Николаевич            |            | № 199    | Черкасская область        |                                                                                     |
|  | Другие                         | Яценко, Антон Владимирович                  |            | № 200    | Черкасская область        |                                                                                     |
|  | Народный фронт                 | Федорук, Николай Трофимович                 |            | № 201    | Черновицкая область       |                                                                                     |
|  | Блок Петра Порошенко           | Рыбак, Иван Петрович                        |            | № 202    | Черновицкая область       |                                                                                     |
|  | Блок Петра Порошенко           | Тимиш, Григорий Иванович                    |            | № 203    | Черновицкая область       |                                                                                     |
|  | Народный фронт                 | Бурбак, Максим Юрьевич                      |            | № 204    | Черновицкая область       |                                                                                     |
|  | Блок Петра Порошенко           | Кулич, Валерий Петрович                     |            | № 205    | Черниговская область      | до 19 мая 2015 года                                                                 |
|  | Блок Петра Порошенко           | Березенко, Сергей Иванович                  |            | № 205    | Черниговская область      | со 2 сентября 2015 года                                                             |
|  | Другие                         | Атрошенко, Владислав Анатольевич            |            | № 206    | Черниговская область      |                                                                                     |
|  | Блок Петра Порошенко           | Евлахов, Анатолий Сергеевич                 |            | № 207    | Черниговская область      |                                                                                     |
|  | Блок Петра Порошенко           | Давыденко, Валерий Николаевич               |            | № 208    | Черниговская область      |                                                                                     |
|  | Народный фронт                 | Кодола, Александр Михайлович                |            | № 209    | Черниговская область      |                                                                                     |
|  | Блок Петра Порошенко           | Дмитренко, Олег Николаевич                  |            | № 210    | Черниговская область      |                                                                                     |
|  | Блок Петра Порошенко           | Рыбчинский, Евгений Юрьевич                 |            | № 211    | Киев                      | вышел из фракции 6 ноября 2015 года                                                 |
|  | Народный фронт                 | Сташук, Виталий Филимонович                 |            | № 212    | Киев                      |                                                                                     |
|  | Другие                         | Береза, Борислав Ефимович                   |            | № 213    | Киев                      |                                                                                     |
|  | Блок Петра Порошенко           | Чумак, Виктор Васильевич                    |            | № 214    | Киев                      |                                                                                     |
|  | Свобода                        | Ильенко, Андрей Юрьевич                     |            | № 215    | Киев                      |                                                                                     |
|  | Другие                         | Супруненко, Александр Иванович              |            | № 216    | Киев                      |                                                                                     |
|  | Другие                         | Билецкий, Андрей Евгеньевич                 |            | № 217    | Киев                      |                                                                                     |
|  | Блок Петра Порошенко           | Арьев, Владимир Игоревич                    |            | № 218    | Киев                      |                                                                                     |
|  | Блок Петра Порошенко           | Третьяков, Александр Юрьевич                |            | № 219    | Киев                      |                                                                                     |
|  | Народный фронт                 | Константиновский, Вячеслав Леонидович       |            | № 220    | Киев                      | вышел из фракции 17 июня 2015 года                                                  |
|  | Народный фронт                 | Емец, Леонид Александрович                  |            | № 221    | Киев                      |                                                                                     |
|  | Блок Петра Порошенко           | Андриевский, Дмитрий Иосифович              |            | № 222    | Киев                      |                                                                                     |
|  | Свобода                        | Левченко, Юрий Владимирович                 |            | № 223    | Киев                      |                                                                                     |
|  | Самопомощь                     | Гопко, Анна Николаевна                      | №1         |          |                           | исключена из фракции 2 сентября 2015 года                                           |
|  | Самопомощь                     | Семенченко, Семён Игоревич                  | №2         |          |                           |                                                                                     |
|  | Самопомощь                     | Скрыпник, Алексей Алексеевич                | №3         |          |                           |                                                                                     |
|  | Самопомощь                     | Сыроед, Оксана Ивановна                     | №4         |          |                           |                                                                                     |
|  | Самопомощь                     | Кривенко, Виктор Николаевич                 | №5         |          |                           | исключён из фракции 2 сентября 2015 года                                            |
|  | Самопомощь                     | Суслова, Ирина Николаевна                   | №6         |          |                           | исключена из фракции 11 февраля 2015 года                                           |
|  | Самопомощь                     | Кишкарь, Павел Николаевич                   | №7         |          |                           | исключён из фракции 2 сентября 2015 года                                            |
|  | Самопомощь                     | Бабак, Алёна Валерьевна                     | №8         |          |                           |                                                                                     |
|  | Самопомощь                     | Веселова, Наталья Васильевна                | №9         |          |                           |                                                                                     |
|  | Самопомощь                     | Данченко, Александр Иванович                | №10        |          |                           |                                                                                     |
|  | Самопомощь                     | Сотник, Елена Сергеевна                     | №11        |          |                           |                                                                                     |
|  | Самопомощь                     | Лаврик, Олег Васильевич                     | №12        |          |                           |                                                                                     |
|  | Самопомощь                     | Соболев, Егор Викторович                    | №13        |          |                           |                                                                                     |
|  | Самопомощь                     | Маркевич, Ярослав Владимирович              | №14        |          |                           |                                                                                     |
|  | Самопомощь                     | Мирошниченко, Иван Владимирович             | №15        |          |                           |                                                                                     |
|  | Самопомощь                     | Журжий, Андрей Валерьевич                   | №16        |          |                           |                                                                                     |
|  | Самопомощь                     | Еднак, Остап Владимирович                   | №17        |          |                           | исключён из фракции 2 сентября 2015 года                                            |
|  | Самопомощь                     | Диденко, Игорь Анатольевич                  | №18        |          |                           |                                                                                     |
|  | Самопомощь                     | Острикова, Татьяна Георгиевна               | №19        |          |                           |                                                                                     |
|  | Самопомощь                     | Опанасенко, Александр Валерьевич            | №20        |          |                           |                                                                                     |
|  | Самопомощь                     | Сидорович, Руслан Михайлович                | №21        |          |                           |                                                                                     |
|  | Самопомощь                     | Войцицкая, Виктория Михайловна              | №22        |          |                           |                                                                                     |
|  | Самопомощь                     | Пташник, Виктория Юрьевна                   | №23        |          |                           | исключена из фракции 2 сентября 2015 года                                           |
|  | Самопомощь                     | Воскресенский, Владислав Александрович      | №24        |          |                           | отказался от мандата                                                                |
|  | Самопомощь                     | Сысоенко, Ирина Владимировна                | №25        |          |                           |                                                                                     |
|  | Самопомощь                     | Подлесецкий, Лев Теофилович                 | №26        |          |                           |                                                                                     |
|  | Самопомощь                     | Семенуха, Роман Сергеевич                   | №27        |          |                           |                                                                                     |
|  | Самопомощь                     | Березюк, Олег Романович                     | №28        |          |                           |                                                                                     |
|  | Самопомощь                     | Костенко, Павел Петрович                    | №29        |          |                           |                                                                                     |
|  | Самопомощь                     | Романова, Анна Анатольевна                  | №30        |          |                           |                                                                                     |
|  | Самопомощь                     | Мирошник, Андрей Николаевич                 | №31        |          |                           | до 13 мая 2015 года                                                                 |
|  | Самопомощь                     | Кираль, Сергей Иванович                     | №32        |          |                           |                                                                                     |
|  | Самопомощь                     | Немировский, Андрей Валентинович            | №33        |          |                           | с 14 мая 2015 года, не вошёл во фракцию                                             |
|  | Самопомощь                     | Зубач, Любомир Львович                      | №34        |          |                           | с 5 июня 2015 года                                                                  |
|  | Народный фронт                 | Яценюк, Арсений Петрович                    | №1         |          |                           | до 27 ноября 2014 года                                                              |
|  | Народный фронт                 | Черновол, Татьяна Николаевна                | №2         |          |                           |                                                                                     |
|  | Народный фронт                 | Турчинов, Александр Валентинович            | №3         |          |                           | до 14 января 2015 года                                                              |
|  | Народный фронт                 | Парубий, Андрей Владимирович                | №4         |          |                           |                                                                                     |
|  | Народный фронт                 | Тетерук, Андрей Анатольевич                 | №5         |          |                           |                                                                                     |
|  | Народный фронт                 | Аваков, Арсен Борисович                     | №6         |          |                           | до 2 декабря 2014 года                                                              |
|  | Народный фронт                 | Сюмар, Виктория Петровна                    | №7         |          |                           |                                                                                     |
|  | Народный фронт                 | Кириленко, Вячеслав Анатольевич             | №8         |          |                           | до 2 декабря 2014 года                                                              |
|  | Народный фронт                 | Гриневич, Лилия Михайловна                  | №9         |          |                           |                                                                                     |
|  | Народный фронт                 | Береза, Юрий Николаевич                     | №10        |          |                           |                                                                                     |
|  | Народный фронт                 | Петренко, Павел Дмитриевич                  | №11        |          |                           | до 2 декабря 2014 года                                                              |
|  | Народный фронт                 | Пашинский, Сергей Владимирович              | №12        |          |                           |                                                                                     |
|  | Народный фронт                 | Тымчук, Дмитрий Борисович                   | №13        |          |                           | умер 19 июня 2019                                                                   |
|  | Народный фронт                 | Мартыненко, Николай Владимирович            | №14        |          |                           | до 22 декабря 2015 года                                                             |
|  | Народный фронт                 | Денисова, Людмила Леонтьевна                | №15        |          |                           |                                                                                     |
|  | Народный фронт                 | Иванчук, Андрей Владимирович                | №16        |          |                           |                                                                                     |
|  | Народный фронт                 | Васюник, Игорь Васильевич                   | №17        |          |                           |                                                                                     |
|  | Народный фронт                 | Лукьянчук, Руслан Валерьевич                | №18        |          |                           |                                                                                     |
|  | Народный фронт                 | Лунченко, Валерий Валерьевич                | №19        |          |                           |                                                                                     |
|  | Народный фронт                 | Донец, Татьяна Анатольевна                  | №20        |          |                           |                                                                                     |
|  | Народный фронт                 | Геращенко, Антон Юрьевич                    | №21        |          |                           |                                                                                     |
|  | Народный фронт                 | Савчук, Юрий Петрович                       | №22        |          |                           |                                                                                     |
|  | Народный фронт                 | Левус, Андрей Марьянович                    | №23        |          |                           |                                                                                     |
|  | Народный фронт                 | Дзензерский, Денис Викторович               | №24        |          |                           |                                                                                     |
|  | Народный фронт                 | Шкварилюк, Владимир Васильевич              | №25        |          |                           |                                                                                     |
|  | Народный фронт                 | Матейченко, Константин Владимирович         | №26        |          |                           |                                                                                     |
|  | Народный фронт                 | Ледовских, Елена Владимировна               | №27        |          |                           |                                                                                     |
|  | Народный фронт                 | Колганова, Елена Валерьевна                 | №28        |          |                           |                                                                                     |
|  | Народный фронт                 | Фаермарк, Сергей Александрович              | №29        |          |                           |                                                                                     |
|  | Народный фронт                 | Сидорчук, Вадим Васильевич                  | №30        |          |                           |                                                                                     |
|  | Народный фронт                 | Заставный, Роман Иосифович                  | №31        |          |                           |                                                                                     |
|  | Народный фронт                 | Дейдей, Евгений Сергеевич                   | №32        |          |                           |                                                                                     |
|  | Народный фронт                 | Семерак, Остап Михайлович                   | №33        |          |                           |                                                                                     |
|  | Народный фронт                 | Княжицкий, Николай Леонидович               | №34        |          |                           |                                                                                     |
|  | Народный фронт                 | Бабенко, Валерий Борисович                  | №35        |          |                           |                                                                                     |
|  | Народный фронт                 | Ксенжук, Александр Степанович               | №36        |          |                           |                                                                                     |
|  | Народный фронт                 | Логвинский, Георгий Владимирович            | №37        |          |                           |                                                                                     |
|  | Народный фронт                 | Еленский, Виктор Евгеньевич                 | №38        |          |                           |                                                                                     |
|  | Народный фронт                 | Поляков, Максим Анатольевич                 | №39        |          |                           |                                                                                     |
|  | Народный фронт                 | Величкович, Николай Романович               | №40        |          |                           |                                                                                     |
|  | Народный фронт                 | Горбунов, Александр Владимирович            | №41        |          |                           |                                                                                     |
|  | Народный фронт                 | Хмиль, Михаил Михайлович                    | №42        |          |                           |                                                                                     |
|  | Народный фронт                 | Унгурян, Павел Акимович                     | №43        |          |                           |                                                                                     |
|  | Народный фронт                 | Высоцкий, Сергей Витальевич                 | №44        |          |                           |                                                                                     |
|  | Народный фронт                 | Ванат, Пётр Михайлович                      | №45        |          |                           |                                                                                     |
|  | Народный фронт                 | Войцеховская, Светлана Михайловна           | №46        |          |                           |                                                                                     |
|  | Народный фронт                 | Бриченко, Игорь Витальевич                  | №47        |          |                           |                                                                                     |
|  | Народный фронт                 | Котвицкий, Игорь Александрович              | №48        |          |                           |                                                                                     |
|  | Народный фронт                 | Пинзеник, Павел Васильевич                  | №49        |          |                           |                                                                                     |
|  | Народный фронт                 | Сочка, Александр Александрович              | №50        |          |                           |                                                                                     |
|  | Народный фронт                 | Кадыкало, Николай Олегович                  | №51        |          |                           |                                                                                     |
|  | Народный фронт                 | Масорина, Елена Сергеевна                   | №52        |          |                           |                                                                                     |
|  | Народный фронт                 | Присяжнюк, Александр Анатольевич            | №53        |          |                           |                                                                                     |
|  | Народный фронт                 | Кацер-Бучковская, Наталья Владимировна      | №54        |          |                           |                                                                                     |
|  | Народный фронт                 | Соляр, Владимир Миронович                   | №55        |          |                           |                                                                                     |
|  | Народный фронт                 | Сторожук, Дмитрий Анатольевич               | №56        |          |                           |                                                                                     |
|  | Народный фронт                 | Кремень, Тарас Дмитриевич                   | №59        |          |                           |                                                                                     |
|  | Народный фронт                 | Кривенко, Вадим Валерьевич                  | №60        |          |                           |                                                                                     |
|  | Народный фронт                 | Каспрук, Алексей Павлович                   | №61        |          |                           | отказался от мандата                                                                |
|  | Народный фронт                 | Прокофьев, Андрей Александрович             | №62        |          |                           | умер до вступления в должность                                                      |
|  | Народный фронт                 | Ефремова, Ирина Алексеевна                  | №63        |          |                           |                                                                                     |
|  | Народный фронт                 | Алексеев, Игорь Сергеевич                   | №64        |          |                           |                                                                                     |
|  | Народный фронт                 | Бойко, Елена Петровна                       | №66        |          |                           |                                                                                     |
|  | Народный фронт                 | Корчик, Виталий Андреевич                   | №67        |          |                           |                                                                                     |
|  | Народный фронт                 | Помазанов, Андрей Витальевич                | №68        |          |                           |                                                                                     |
|  | Народный фронт                 | Кривошея, Геннадий Григорьевич              | №69        |          |                           |                                                                                     |
|  | Народный фронт                 | Стеценко, Дмитрий Александрович             | №70        |          |                           |                                                                                     |
|  | Народный фронт                 | Драюк, Сергей Евсеевич                      | №71        |          |                           |                                                                                     |
|  | Народный фронт                 | Романовский, Александр Владимирович         | №72        |          |                           |                                                                                     |
|  | Народный фронт                 | Ледовских, Дарья Михайловна                 | №73        |          |                           | отказалась от мандата                                                               |
|  | Народный фронт                 | Дроздик, Александр Валерьевич               | №74        |          |                           |                                                                                     |
|  | Народный фронт                 | Бабий, Юрий Юрьевич                         | №75        |          |                           | с 27 января 2015 года                                                               |
|  | Народный фронт                 | Подберезняк, Вадим Иванович                 | №76        |          |                           | с 23 декабря 2015 года                                                              |
|  | Блок Петра Порошенко           | Кличко, Виталий Владимирович                | №1         |          |                           | отказался от мандата                                                                |
|  | Блок Петра Порошенко           | Луценко, Юрий Витальевич                    | №2         |          |                           |                                                                                     |
|  | Блок Петра Порошенко           | Богомолец, Ольга Вадимовна                  | №3         |          |                           |                                                                                     |
|  | Блок Петра Порошенко           | Гройсман, Владимир Борисович                | №4         |          |                           |                                                                                     |
|  | Блок Петра Порошенко           | Джемилев, Мустафа Абдулджемиль              | №5         |          |                           |                                                                                     |
|  | Блок Петра Порошенко           | Мамчур, Юлий Валерьевич                     | №6         |          |                           |                                                                                     |
|  | Блок Петра Порошенко           | Матиос, Мария Васильевна                    | №7         |          |                           |                                                                                     |
|  | Блок Петра Порошенко           | Томенко, Николай Владимирович               | №8         |          |                           |                                                                                     |
|  | Блок Петра Порошенко           | Геращенко, Ирина Владимировна               | №9         |          |                           |                                                                                     |
|  | Блок Петра Порошенко           | Ковальчук, Виталий Анатольевич              | №10        |          |                           | до 14 января 2015 года                                                              |
|  | Блок Петра Порошенко           | Квит, Сергей Миронович                      | №11        |          |                           | до 2 декабря 2014 года                                                              |
|  | Блок Петра Порошенко           | Князевич, Руслан Петрович                   | №12        |          |                           |                                                                                     |
|  | Блок Петра Порошенко           | Стець, Юрий Ярославович                     | №13        |          |                           | до 2 декабря 2014 года                                                              |
|  | Блок Петра Порошенко           | Грынив, Игорь Алексеевич                    | №14        |          |                           |                                                                                     |
|  | Блок Петра Порошенко           | Продан, Оксана Петровна                     | №15        |          |                           |                                                                                     |
|  | Блок Петра Порошенко           | Новак, Наталья Васильевна                   | №16        |          |                           |                                                                                     |
|  | Блок Петра Порошенко           | Пинзеник, Виктор Михайлович                 | №17        |          |                           |                                                                                     |
|  | Блок Петра Порошенко           | Залищук, Светлана Петровна                  | №18        |          |                           |                                                                                     |
|  | Блок Петра Порошенко           | Лещенко, Сергей Анатольевич                 | №19        |          |                           |                                                                                     |
|  | Блок Петра Порошенко           | Найем, Мустафа                              | №20        |          |                           |                                                                                     |
|  | Блок Петра Порошенко           | Черненко, Александр Николаевич              | №21        |          |                           |                                                                                     |
|  | Блок Петра Порошенко           | Павленко, Ростислав Николаевич              | №22        |          |                           | до 14 января 2015 года                                                              |
|  | Блок Петра Порошенко           | Ионова, Мария Николаевна                    | №23        |          |                           |                                                                                     |
|  | Блок Петра Порошенко           | Палатный, Артур Леонидович                  | №24        |          |                           |                                                                                     |
|  | Блок Петра Порошенко           | Романюк, Роман Сергеевич                    | №25        |          |                           |                                                                                     |
|  | Блок Петра Порошенко           | Розенко, Павел Валерьевич                   | №26        |          |                           | до 2 декабря 2014 года                                                              |
|  | Блок Петра Порошенко           | Заболотный, Григорий Михайлович             | №27        |          |                           |                                                                                     |
|  | Блок Петра Порошенко           | Южанина, Нина Петровна                      | №28        |          |                           |                                                                                     |
|  | Блок Петра Порошенко           | Кононенко, Игорь Витальевич                 | №29        |          |                           |                                                                                     |
|  | Блок Петра Порошенко           | Фриз, Ирина Васильевна                      | №30        |          |                           |                                                                                     |
|  | Блок Петра Порошенко           | Онуфрик, Богдан Семенович                   | №31        |          |                           |                                                                                     |
|  | Блок Петра Порошенко           | Матвиенко, Анатолий Сергеевич               | №32        |          |                           |                                                                                     |
|  | Блок Петра Порошенко           | Павелко, Андрей Васильевич                  | №33        |          |                           |                                                                                     |
|  | Блок Петра Порошенко           | Палица, Игорь Петрович                      | №34        |          |                           | отказался от мандата                                                                |
|  | Блок Петра Порошенко           | Король, Виктор Николаевич                   | №35        |          |                           |                                                                                     |
|  | Блок Петра Порошенко           | Паламарчук, Николай Петрович                | №36        |          |                           |                                                                                     |
|  | Блок Петра Порошенко           | Ищенко, Валерий Александрович               | №37        |          |                           |                                                                                     |
|  | Блок Петра Порошенко           | Пацкан, Валерий Васильевич                  | №38        |          |                           |                                                                                     |
|  | Блок Петра Порошенко           | Антонищак, Андрей Фёдорович                 | №39        |          |                           |                                                                                     |
|  | Блок Петра Порошенко           | Гончаренко, Алексей Алексеевич              | №40        |          |                           |                                                                                     |
|  | Блок Петра Порошенко           | Козаченко, Леонид Петрович                  | №41        |          |                           |                                                                                     |
|  | Блок Петра Порошенко           | Ткачук, Геннадий Витальевич                 | №42        |          |                           |                                                                                     |
|  | Блок Петра Порошенко           | Герасимов, Артур Владимирович               | №43        |          |                           |                                                                                     |
|  | Блок Петра Порошенко           | Агафонова, Наталья Владимировна             | №44        |          |                           |                                                                                     |
|  | Блок Петра Порошенко           | Денисенко, Вадим Игоревич                   | №45        |          |                           |                                                                                     |
|  | Блок Петра Порошенко           | Тригубенко, Сергей Николаевич               | №46        |          |                           |                                                                                     |
|  | Блок Петра Порошенко           | Белькова, Ольга Валентиновна                | №47        |          |                           |                                                                                     |
|  | Блок Петра Порошенко           | Савченко, Алексей Юрьевич                   | №48        |          |                           |                                                                                     |
|  | Блок Петра Порошенко           | Червакова, Ольга Валерьевна                 | №49        |          |                           |                                                                                     |
|  | Блок Петра Порошенко           | Кобцев, Михаил Валентинович                 | №50        |          |                           |                                                                                     |
|  | Блок Петра Порошенко           | Насиров, Роман Михайлович                   | №51        |          |                           | до 2 сентября 2015 года                                                             |
|  | Блок Петра Порошенко           | Загорий, Глеб Владимирович                  | №52        |          |                           |                                                                                     |
|  | Блок Петра Порошенко           | Гроздев, Михаил Алексеевич                  | №53        |          |                           | до 2 сентября 2015 года                                                             |
|  | Блок Петра Порошенко           | Фирсов, Егор Павлович                       | №54        |          |                           |                                                                                     |
|  | Блок Петра Порошенко           | Алексеев, Сергей Олегович                   | №55        |          |                           |                                                                                     |
|  | Блок Петра Порошенко           | Чепинога, Виталий Михайлович                | №56        |          |                           |                                                                                     |
|  | Блок Петра Порошенко           | Бакуменко, Александр Борисович              | №57        |          |                           |                                                                                     |
|  | Блок Петра Порошенко           | Грановский, Александр Михайлович            | №58        |          |                           |                                                                                     |
|  | Блок Петра Порошенко           | Кубив, Степан Иванович                      | №59        |          |                           |                                                                                     |
|  | Блок Петра Порошенко           | Мушак, Алексей Петрович                     | №60        |          |                           |                                                                                     |
|  | Блок Петра Порошенко           | Климпуш-Цинцадзе, Иванна Орестовна          | №61        |          |                           |                                                                                     |
|  | Блок Петра Порошенко           | Брензович, Василий Иванович                 | №62        |          |                           |                                                                                     |
|  | Блок Петра Порошенко           | Кудлаенко, Сергей Владимирович              | №63        |          |                           |                                                                                     |
|  | Блок Петра Порошенко           | Матузко, Елена Александровна                | №64        |          |                           |                                                                                     |
|  | Блок Петра Порошенко           | Барна, Степан Степанович                    | №65        |          |                           | до 13 мая 2015 года                                                                 |
|  | Блок Петра Порошенко           | Макарьян, Давид Борисович                   | №66        |          |                           |                                                                                     |
|  | Блок Петра Порошенко           | Побер, Игорь Николаевич                     | №67        |          |                           |                                                                                     |
|  | Блок Петра Порошенко           | Куницын, Сергей Владимирович                | №68        |          |                           |                                                                                     |
|  | Блок Петра Порошенко           | Лесюк, Ярослав Васильевич                   | №69        |          |                           | с 27 января 2015 года                                                               |
|  | Блок Петра Порошенко           | Луценко, Ирина Степановна                   | №70        |          |                           | с 27 января 2015 года                                                               |
|  | Блок Петра Порошенко           | Чубаров, Рефат Абдурахманович               | №71        |          |                           | с 14 мая 2015 года                                                                  |
|  | Блок Петра Порошенко           | Шверк, Григорий Аронович                    | №72        |          |                           | с 17 сентября 2015 года                                                             |
|  | Блок Петра Порошенко           | Севрюков, Владислав Владимирович            | №73        |          |                           | с 17 сентября 2015 года                                                             |
|  | Радикальная партия Олега Ляшко | Ляшко, Олег Валерьевич                      | №1         |          |                           |                                                                                     |
|  | Радикальная партия Олега Ляшко | Лозовой, Андрей Сергеевич                   | №2         |          |                           |                                                                                     |
|  | Радикальная партия Олега Ляшко | Мельничук, Сергей Петрович                  | №3         |          |                           | исключён из фракции 5 февраля 2015 года                                             |
|  | Радикальная партия Олега Ляшко | Бордюг, Инна Леонидовна                     | №4         |          |                           | до 22 декабря 2015 года                                                             |
|  | Радикальная партия Олега Ляшко | Шухевич, Юрий-Богдан Романович              | №5         |          |                           |                                                                                     |
|  | Радикальная партия Олега Ляшко | Попов, Игорь Владимирович                   | №6         |          |                           |                                                                                     |
|  | Радикальная партия Олега Ляшко | Витко, Артём Леонидович                     | №7         |          |                           |                                                                                     |
|  | Радикальная партия Олега Ляшко | Вощевский, Валерий Николаевич               | №8         |          |                           | до 2 декабря 2014 года                                                              |
|  | Радикальная партия Олега Ляшко | Мосийчук, Игорь Владимирович                | №9         |          |                           | 17 сентября 2015 года дано согласие на арест, арестован                             |
|  | Радикальная партия Олега Ляшко | Галасюк, Виктор Валерьевич                  | №10        |          |                           |                                                                                     |
|  | Радикальная партия Олега Ляшко | Ленский, Алексей Алексеевич                 | №11        |          |                           |                                                                                     |
|  | Радикальная партия Олега Ляшко | Силантьев, Денис Олегович                   | №12        |          |                           |                                                                                     |
|  | Радикальная партия Олега Ляшко | Кошелева, Алёна Владимировна                | №13        |          |                           |                                                                                     |
|  | Радикальная партия Олега Ляшко | Артеменко, Андрей Викторович                | №16        |          |                           |                                                                                     |
|  | Радикальная партия Олега Ляшко | Куприенко, Олег Васильевич                  | №17        |          |                           |                                                                                     |
|  | Радикальная партия Олега Ляшко | Кириченко, Алексей Николаевич               | №18        |          |                           |                                                                                     |
|  | Радикальная партия Олега Ляшко | Скуратовский, Сергей Иванович               | №19        |          |                           |                                                                                     |
|  | Радикальная партия Олега Ляшко | Линько, Дмитрий Владимирович                | №20        |          |                           |                                                                                     |
|  | Радикальная партия Олега Ляшко | Амельченко, Василий Васильевич              | №21        |          |                           |                                                                                     |
|  | Радикальная партия Олега Ляшко | Рыбалка, Сергей Викторович                  | №22        |          |                           |                                                                                     |
|  | Радикальная партия Олега Ляшко | Вовк, Виктор Иванович                       | №23        |          |                           |                                                                                     |
|  | Радикальная партия Олега Ляшко | Корчинская, Оксана Анатольевна              | №24        |          |                           |                                                                                     |
|  | Радикальная партия Олега Ляшко | Чижмарь, Юрий Васильевич                    | №25        |          |                           |                                                                                     |
|  | Радикальная партия Олега Ляшко | Юзькова, Татьяна Леонидовна                 | №25        |          |                           | с 23 декабря 2015 года                                                              |
|  | Батькивщина                    | Савченко, Надежда Викторовна                | №1         |          |                           | находилась под арестом в России, после возвращения на Украину снова была арестована |
|  | Батькивщина                    | Тимошенко, Юлия Владимировна                | №2         |          |                           |                                                                                     |
|  | Батькивщина                    | Луценко, Игорь Викторович                   | №3         |          |                           |                                                                                     |
|  | Батькивщина                    | Соболев, Сергей Владиславович               | №4         |          |                           |                                                                                     |
|  | Батькивщина                    | Шкрум, Алёна Ивановна                       | №5         |          |                           |                                                                                     |
|  | Батькивщина                    | Ивченко, Вадим Евгеньевич                   | №6         |          |                           |                                                                                     |
|  | Батькивщина                    | Немыря, Григорий Михайлович                 | №7         |          |                           |                                                                                     |
|  | Батькивщина                    | Крулько, Иван Иванович                      | №8         |          |                           |                                                                                     |
|  | Батькивщина                    | Рябчин, Алексей Михайлович                  | №9         |          |                           |                                                                                     |
|  | Батькивщина                    | Жданов, Игорь Александрович                 | №10        |          |                           | до 2 декабря 2014 года                                                              |
|  | Батькивщина                    | Шлемко, Дмитрий Васильевич                  | №11        |          |                           | до 4 июня 2015 года                                                                 |
|  | Батькивщина                    | Тарасюк, Борис Иванович                     | №12        |          |                           |                                                                                     |
|  | Батькивщина                    | Кожемякин, Андрей Анатольевич               | №13        |          |                           |                                                                                     |
|  | Батькивщина                    | Кириленко, Иван Григорьевич                 | №14        |          |                           |                                                                                     |
|  | Батькивщина                    | Власенко, Сергей Владимирович               | №15        |          |                           |                                                                                     |
|  | Батькивщина                    | Кужель, Александра Владимировна             | №16        |          |                           |                                                                                     |
|  | Батькивщина                    | Абдуллин, Александр Рафкатович              | №17        |          |                           |                                                                                     |
|  | Батькивщина                    | Кондратюк, Елена Константиновна             | №18        |          |                           |                                                                                     |
|  | Батькивщина                    | Дубиль, Валерий Александрович               | №19        |          |                           | с 9 июня 2015 года                                                                  |
|  | Оппозиционный блок             | Бойко, Юрий Анатольевич                     | №1         |          |                           |                                                                                     |
|  | Оппозиционный блок             | Вилкул, Александр Юрьевич                   | №2         |          |                           |                                                                                     |
|  | Оппозиционный блок             | Добкин, Михаил Маркович                     | №3         |          |                           |                                                                                     |
|  | Оппозиционный блок             | Рабинович, Вадим Зиновьевич                 | №4         |          |                           |                                                                                     |
|  | Оппозиционный блок             | Белый, Алексей Петрович                     | №5         |          |                           |                                                                                     |
|  | Оппозиционный блок             | Ларин, Сергей Николаевич                    | №6         |          |                           |                                                                                     |
|  | Оппозиционный блок             | Шуфрич, Нестор Иванович                     | №7         |          |                           |                                                                                     |
|  | Оппозиционный блок             | Королевская, Наталия Юрьевна                | №8         |          |                           |                                                                                     |
|  | Оппозиционный блок             | Бахтеева, Татьяна Дмитриевна                | №9         |          |                           |                                                                                     |
|  | Оппозиционный блок             | Скорик, Николай Леонидович                  | №10        |          |                           |                                                                                     |
|  | Оппозиционный блок             | Новинский, Вадим Владиславович              | №11        |          |                           |                                                                                     |
|  | Оппозиционный блок             | Лёвочкин, Сергей Владимирович               | №12        |          |                           |                                                                                     |
|  | Оппозиционный блок             | Воропаев, Юрий Николаевич                   | №13        |          |                           |                                                                                     |
|  | Оппозиционный блок             | Козак, Тарас Романович                      | №14        |          |                           |                                                                                     |
|  | Оппозиционный блок             | Гусак, Владимир Георгиевич                  | №15        |          |                           |                                                                                     |
|  | Оппозиционный блок             | Лёвочкина, Юлия Владимировна                | №16        |          |                           |                                                                                     |
|  | Оппозиционный блок             | Киселёв, Андрей Николаевич                  | №17        |          |                           |                                                                                     |
|  | Оппозиционный блок             | Мирный, Иван Николаевич                     | №18        |          |                           |                                                                                     |
|  | Оппозиционный блок             | Мороко, Юрий Николаевич                     | №19        |          |                           |                                                                                     |
|  | Оппозиционный блок             | Мирошниченко, Юрий Романович                | №20        |          |                           |                                                                                     |
|  | Оппозиционный блок             | Колесников, Дмитрий Валерьевич              | №21        |          |                           |                                                                                     |
|  | Оппозиционный блок             | Папиев, Михаил Николаевич                   | №22        |          |                           |                                                                                     |
|  | Оппозиционный блок             | Долженков, Александр Валерьевич             | №23        |          |                           |                                                                                     |
|  | Оппозиционный блок             | Павленко, Юрий Алексеевич                   | №24        |          |                           |                                                                                     |
|  | Оппозиционный блок             | Нимченко, Василий Иванович                  | №25        |          |                           |                                                                                     |
|  | Оппозиционный блок             | Нечаев, Александр Игоревич                  | №26        |          |                           |                                                                                     |
|  | Оппозиционный блок             | Шурма, Игорь Михайлович                     | №27        |          |                           |                                                                                     |